# Fluxbox

Fluxbox es un gestor de ventanas

Fluxbox es un  gestor de ventanas para el Sistema de ventanas X basado en Blackbox 0.61.1. Su objetivo es ser ligero y altamente personalizable, con solo un soporte mínimo para iconos, gráficos, y solo capacidades básicas de estilo para la interfaz. Se utilizan atajos de teclado, tabs, y menús simples como interfaces, los cuales pueden ser editados. Algunos usuarios prefieren Fluxbox sobre otros gestores de ventanas debido a su velocidad y simplicidad.
La apariencia visual de las decoraciones de las ventanas en Fluxbox es personalizable mediante la edición de archivos de textos. Los temas de Fluxbox son compatibles con los de Blackbox los cuales se pueden editar. Se pueden especificar colores, gradientes, bordes, y otros atributos básicos de apariencia; versiones recientes de Fluxbox soportan esquinas redondeadas y elementos gráficos.
Se puede utilizar iDesk, fbdesk o ROX Desktop, en conjunto con Fluxbox, y para mejoras adicionales gadgetry.
Fluxbox es el gestor de ventanas por defecto utilizado en Damn Small Linux debido a su pequeño consumo en memoria y un rápido tiempo de carga, Fluxbox es popular en muchos LiveCDs como Knoppix STD y Gparted. 